# Teala Loring
Teala Loring (Denver, 6 de octubre de 1922 – Spring, 28 de enero de 2007) fue una actriz teatral, cinematográfica y televisiva estadounidense, intérprete en más de 30 filmes a lo largo de los años 1940.

## Biografía
Su verdadero nombre era Marcia Eloise Griffin, y nació en Denver, Colorado. Hermana de los actores Debra Paget, Lisa Gaye y Ruell Shayne, su madre era Marguerite Gibson, actriz en nightclubs y espectáculos de vodevil.
Al comienzo de su carrera en ocasiones actuó bajo el nombre de Judith Gibson. A partir de 1942, Loring actuó con pequeños papeles fuera de los créditos en películas de Paramount Pictures como Holiday Inn y Double Indemnity, entre otras.
En la temporada 1945-46 trabajó en diez películas del estudio Monogram Pictures, entre ellas Fall Guy (1947), participando en dos películas de Kay Francis, Allotment Wives (1945) y Wife Wanted (1946).
Su película de 1945 Black Market Babies, en la cual actuaba Maris Wrixon, no recibió muy buenas críticas. Loring no consiguió el éxito de su hermana Paget, y en 1950 actuó en su última película, The Arizona Cowboy, debut en pantalla del actor Rex Allen. 
Teala Loring falleció en enero de 2007 a causa de un accidente de tráfico ocurrido Spring, Texas. Tenía 84 años de edad. Fue enterrada en el Cementerio Nacional de Houston, Texas. Había estado casada con Eugene Pickler, con quien tuvo seis hijos.

## Filmografía

### Cortometrajes
- 1944 : Halfway to Heaven, de Noel Madison
- 1945 : You Hit the Spot, de George Templeton

### Largometrajes
- 1942 : The Fleet's In, de Victor Schertzinger
- 1942 : My Favorite Blonde, de Sidney Lanfield
- 1942 : Bombs Over Burma, de Joseph H. Lewis
- 1942 : Beyond the Blue Horizon, de Alfred Santell
- 1942 : Holiday Inn, de Mark Sandrich
- 1942 : Here We Go Again, de Allan Dwan
- 1943 : The Powers Girl, de Norman Z. McLeod
- 1943 : Young and Willing, de Edward H. Griffith
- 1944 : Standing Room Only, de Sidney Lanfield
- 1944 : Sweethearts of the U.S.A., de Lewis D. Collins
- 1944 : Double Indemnity, de Billy Wilder
- 1944 : Henry Aldrich's Little Secret, de Hugh Bennett
- 1944 : Delinquent Daughters, de Albert Herman
- 1944 : Return of the Ape Man, de Phil Rosen
- 1944 : I Love a Soldier, de Mark Sandrich
- 1944 : Bluebeard, de Edgar G. Ulmer
- 1945 : Bring on the Girls, de Sidney Lanfield
- 1945 : The Affairs of Susan, de William A. Seiter
- 1945 : Allotment Wives, de William Nigh
- 1945 : Black Market Babies, de William Beaudine
- 1946 : Partners in Time, de William Nigh
- 1946 : Dark Alibi, de Phil Karlson
- 1946 : Bowery Bombshell, de Phil Karlson
- 1946 : Gas House Kids, de Sam Newfield
- 1946 : Wife Wanted, de Phil Karlson
- 1947 : Riding the California Trail, de William Nigh
- 1947 : Fall Guy, de Reginald Le Borg
- 1947 : Hard Boiled Mahoney, de William Beaudine
- 1947 : The Trouble with Women, de Sidney Lanfield
- 1950 : The Arizona Cowboy, de R.G. Springsteen